# Liga de la Justicia Internacional
La Liga de la Justicia Internacional, (o JLI, para abreviar) es una agrupación de superhéroes de la editorial DC Comics creada por Keith Giffen y J. M. DeMatteis, con dibujos de Kevin Maguire, apareció por primera vez 1987, apareció por primera vez en una miniserie limitada titulada Leyendas (Legends), Esta nueva encarnación de la Liga de la Justicia recibió una tarea no tan centrada en los Estados Unidos como anteriormente, y fue bautizada como Justice League Internacional (o "LJI" para acortar), La serie sumó un peculiar sentido del humor a las historias. Este equipo, a diferencia de la Liga de la Justicia de América, ha sido avalada su funcionamiento por parte de la ONU, hasta el punto de que este equipo era casi de propiedad de la organización, que jugaba principalmente como la principal autoridad metahumana en el mundo.

## Descripción
Durante este período los miembros de la Liga de la Justicia fueron principalmente héroes poco conocidos como por ejemplo Blue Beetle, Booster Gold, Mr. Miracle y Guy Gardner. A causa de la naturaleza humorística de la serie, estos personajes siguen siendo conocidos como graciosos ante todo, pero son extremadamente identificables y hasta el día de hoy poseen leales seguidores. Muchos de los personajes que se volvieron populares durante esta época de la Liga de la Justicia recuperaron su protagonismo, en particular Maxwell Lord y Blue Beetle, debido al papel que realizaron en la serie limitada Crisis infinita.
El tono cómico de la serie fue muy popular durante los primeros años, pero el humor y las tonterías acabaron por alejar a los lectores. Esto llevó a "Rupturas" (Breakdowns), un arco argumental que incorporó a nuevos escritores y cambió el tono a algo más serio. En 1989, se reunió a los primeros siete números de esta serie en una novela gráfica llamada Justice League: A New Beginning (Liga de la Justicia: Un nuevo comienzo).

## Historia del grupo

### Origen
Durante la mencionada saga Leyendas, Vibe y Steel fueron asesinados por los androides del Profesor Ivo, lo cual puso fin a la Liga de la Justicia Detroit. Posteriormente el Doctor Destino, convocó a un grupo de superhéroes conformado por Superman, Batman, Guy Gardner, Canario Negro, el Capitán Marvel, Blue Beetle, Flash (Wally West) y Changeling, al cual se sumaron espontáneamente el Detective Marciano y la Mujer Maravilla, el cual derrotaron a Glorious Godfrey. Tras su victoria refundaron a la Liga, exceptuando a Flash, Superman, Changeling y la Mujer Maravilla.
Maxwell Lord, un misterioso hombre de negocios, fue el administrador y responsable de dirigir los asuntos legales de la JLI. Al principio, se había encargado en los primeros años de administrar los asuntos legales del equipo original, la Liga de la Justicia de América, pero el Max con su visión, quería un equipo demayor impacto, uno de carácter internacional, por lo que financió el proyecto de elevar el estatus de la Liga de la Justicia a su nivel más amplio, y con el aval de las Naciones Unidas como ente representativo, entonces nace la Liga de la Justicia Internacional. Sus primeros miembros fueron: Batman (siempre mantuvo un bajo perfil de miembro), el Linterna Verde Guy Gardner, Blue Beetle (Ted Kord, quien más tarde sería asesinado por el mismo Maxwell Lord), Doctor Destino, el Capitán Marvel, Mr. Miracle, Canario Negro, el Detective Marciano, y la Doctora Luz. Con el tiempo, Booster Gold y Capitán Atom se unirían después, junto con miembros de Rusia como los Proyectil Rojo (Vladimir Mikoyan y Dimitri Pushkin), Hawkman, Hawkgirl, Hielo y Fuego. Este equipo de inadaptados fue dirigido por el Detective Marciano, quien fue elegido para el cargo. Juntos, lucharon contra el mal, sobre todo en terreno internacionales, como Rusia. El equipo más tarde se disolvería y sería reemplazada por una nueva reforma de la Liga de la Justicia de América. De esta selección estelar de peso pesado de la Liga de la Justicia se convertiría en la norma y la JLI permanecería inactiva y en la lista de reservas.
A pesar de los deseos de Batman de mantener un perfil bajo, la primera misión de la nueva Liga consistió en detener un ataque terrorista al edificio de las Naciones Unidas, que fue organizado en secreto por Maxwell Lord. Lord también sumó más tarde a Booster Gold y la Doctora Luz al grupo, aunque ésta renunció al descubrir que Lord aún no tenía contactos reales con la Liga. Luego de algunas batallas contra los Extremistas, la Banda de la Escalera Real y el Hombre Gris (durante la cual Guy Gardner sufrió un cambio de personalidad al golpearse la cabeza, volviéndose humilde y educado), la Liga incapacitó un satélite que atacaba a la Tierra, consiguiendo tanto prestigio que obtuvo el reconocimiento internacional bajo el auspicio de las Naciones Unidas.
Con dicho cambio de situación, el grupo recibió a dos integrantes nuevos impulsados por la ONU: el Capitán Átomo y Vladimir Mikoyan, uno de los superhéroes soviéticos de la Brigada de los Rocket Red. Asimismo, el grupo abandonó la cueva de las afueras de Metrópolis y pasó a tener embajadas en varios países: Estados Unidos, la Unión Soviética, Francia, Inglaterra, Australia, Japón, Brasil, etc. En un principio dichas embajadas eran solamente edificios de uso circunstancial, sin que se alojaran en ellas supergrupos locales. Además, Batman renunció al liderazgo del grupo y se lo otorgó al Detective Marciano. El primer Rocket Red se reveló como un Manhunter infiltrado en el grupo durante la saga Millennium, tras lo cual fue destruido y reemplazado en la Liga por Dimitri, otro de los Rocket Red.
Luego se supo que Maxwell Lord manipulaba a la Liga siguiendo las órdenes de una máquina de Metrón que había desarrollado inteligencia artificial y que lo tenía esclavizado; pero Lord destruyó a dicha máquina y se liberó de su control, tras lo cual se volvió menos manipulador y el Detective Marciano lo mantuvo en su puesto aún luego de descubrir la verdad. Luego tuvo lugar el primer crossover con el Escuadrón Suicida, tras el cual Batman abandonó el grupo.

### Liga de la Justicia: Rupturas
"Rupturas" fue un crossover de 15 números entre los títulos Justice League of America y Justice League Europe, revisando la organización de los mismos y cambiando el tono humorístico por uno más serio. Los acontecimientos principales fueron:
- Inicialmente Maxwell Lord se encuentra en coma debido a un intento de asesinato fallido. Luego es poseído por el enemigo de la LJE Dreamslayer de los Extremistas. Al final de la saga, Maxwell Lord ya no posee poderes mentales (aparentemente estos fueron consumidos por completo cuando fue poseído por Dreamslayer).

- Queen Bee (Reina Abeja), gobernante de Bialya, es asesinada en un golpe de Estado liderado por Sumaan Harjavti, el hermano gemelo del dictador previo, Rumaan.

- Despero despierta y escapa de la nave de Manga Khan para provocar el caos en New York, buscando venganza de la Justice League. Un grupo de los más poderosos de la Liga de la Justicia (Detective Marciano, Power Girl, Fuego, Rocket Red, Metamorpho, Flash, Guy Gardner, Mayor Desastre) junto con el Conglomerado (liderado por Booster Gold) y Lobo no pudieron detenerlo. Finalmente, fueron Kilowog y L-Ron quienes controlaron a Despero al transferir la consciencia de L-Ron al collar de control cibernético que Despero aún tenía alrededor de su cuello.

- Mientras poseía el cuerpo de Maxwell Lord, Dreamslayer secuestra y luego asesina a Mitch Wacky en la isla de Kooey Kooey Kooey, donde Blue Beetle y Booster Gold habían intentado abrir un hotel llamado el "Club LJI". Utilizando a Lord, Dreamslayer atrae a gran parte de los miembros de la Liga de la Justicia a la isla y los controla mentalmente, convirtiéndolos en los "Nuevos Extremistas".

- Silver Sorceress (Hechicera de Plata), una de los ex Campeones de Angor y miembro de la Liga de la Justicia, muere derrotando a Dreamslayer. Su tumba se encuentra en la isla de Kooey Kooey Kooey.

- Las Naciones Unidas retirarían su apoyo a la Liga de la Justicia y la disuelven. Detective Marciano parece tomarse una licencia, pero luego reaparece bajo el disfraz de Bloodwynd.

### Expansión
La publicación de Justice League Spectacular lanzó a los títulos de la Liga de la Justicia con nuevos escritores y artistas. Para mediados de los 90, Los títulos de la Liga de la Justicia se expandieron a cuatro: Justice League America (antes Justice League International), Justice League Europe, Justice League Task Force, y Extreme Justice.
Desafortunadamente, con la variedad de nuevos escritores y artistas entrando y saliendo de los diferentes títulos, hubo muy poca consistencia en cuanto a continuidad. Personajes más poderosos y reconocibles tales como Superman, Linterna Verde (Hal Jordan) y Batman iban y venían por los distintos títulos, siendo reemplazados por personajes menos conocidos como por ejemplo Bloodwynd, Maya, Máxima, Nuklon, Obsidian, Tasmanian Devil y Triumph. Personajes de la ex LJI tales como Capitán Átomo, Detective Marciano y Power Girl sufrieron repetidos cambios, obteniendo resultados dispares por parte de los fanes.
Con la disminución del éxito comercial de la serie, cada uno de los títulos fue cancelado entre mitad y fines de los años 1990.

## Otras Historias Argumentales

### Miniseries -Super Buddies
En 2003, Giffen, DeMatteis, y Maguire se reunieron de nuevo para realizar una miniserie de seis números titulada, Formerly Known as the Justice League. En esta historia, presenta a Maxwell Lord trata de reconstruir al equipo como los Super Buddies - como un grupo de héroes a sueldo que operaban como un negocio comercial. En 2005 se presentó una segunda miniserie, titulada, I Can't Believe It's Not the Justice League, con el mismo equipo creativo que había publicado en las páginas de la Liga de la Justicia confidencial. Éste contó una historia del intento de rescatar a Hielo del infierno.

### De las Páginas de El día más brillante:Justice League: Generation Lost
Después de La noche más oscura, DC lanzó dos publicaciones alternas de 24 números quincenales en formato de serie limitada, uno que provenía directamente de la historia, El día más brillante y la otra de Justice League: Generation Lost, que fue escrita por Keith Giffen y Judd Winick. Esta segunda serie contó con la participación del Capitán Atom, Booster Gold, Blue Beetle (Jaime Reyes), Fuego, Hielo y un nuevo Proyectil Rojo #4 (Gavril Ivanovich) y, eventualmente, el regreso de la Liga de la Justicia Internacional.
Durante esta historia, son protagonistas de un complot del resucitado Maxwell Lord, quien después de ser revivido y haber borrado a casi todos los héroes del universo DC los recuerdos sobre los sucesos de Crisis Infinita, Max ha decidido comprometer algunos Héroes (Booster Gold, Fuego, Hielo, Blue Beetle (Jaime Reyes) en un complot para evitar que descubra sus planes de controlar a los metahumanos al lavarles sus recuerdos sobre el y sus crímenes.
En el transcurso de la serie, Power Girl y Batman iban aunirse al grupo, así, como la Mujer Maravilla que aparecería al final de la historia. El título fue atado rápidamente por Winick como tie-in de la serie la de Power Girl, ya que el personaje principal trata a un grupo de villanos relacionados con los planes de Maxwell Lord en Generation Lost, finalmente, habíade unirse a la Liga de la Justicia Internacional, después de un crossover entre los dos títulos. El título también estuvo directamente ligado a la Odisea, una historia controversial publicada en las páginas del cómic de la Mujer Maravilla que vio al personaje del título siendo eliminada de la historia con su existencia al olvidar a la mayoría de sus compañeros héroes. Esto formó parte de la base del gran final de la historia, con miembros perseguidos de Liga de la Justicia Internacional que intentaban localizar a Mujer Maravilla antes de que Maxwell Lord la encontrara y la matara. Los hilos argumentales de Kingdom Come y el Proyecto OMAC también aparecieron.
Tras el final deGeneration Lost, incluye una miniaturaen la que se menciona la futura serie de Liga de la Justicia Internacional, con Batman como refuerzo para salir a la reforma oficial del equipo.

## Una Nueva Liga de la Justicia Internacional dentro delReboot DC 2011
A partir de septiembre de 2011, y a raíz de los sucesos de la saga Justice League: Generation Lost y Flashpoint, Se plantea de manera oficial un segundo volumen a cargo del libretista Dan Jurgens y dibujado por Aaron Lopresti. La nueva Liga está compuesta por: Booster Gold, Fuego, Hielo, Rocket Red #4 II (Gavril Ivanovich) y el Linterna Verde (Guy Gardner), uniéndose a dicha formación también formaran: Vixen, el debutante August General in Iron, y Godiva. Batman se negó inicialmente a ser miembro debido a que tiene una identidad secreta, pero termina a la fuerza uniéndose al grupo como parte de un esfuerzo para fomentar las buenas relaciones entre la JLI y la original Liga de la Justicia. El equipo tiene como sede el Palacio de la Justicia la sede de la Liga original (de acuerdo al reboot.)

## En Otros Medios

### Televisión
- En la serie animada, Batman: The Brave and the Bold, una versión de la Liga de la Justicia Internacional aparece en un episodio donde tienen que detener una invasión de Darkseid. En esta serie, se puede observar a algunos de los integrantes de la JLI de los cómics, como Fuego, Booster Gold, Blue Beetle (En este caso, se menciona a Jaime Reyes como sustituto de Ted Kord), Guy Gardner, al Detective Marciano, a Hielo, y eventualmente la aparición del mismo Batman, siendo la misma alineación más conocida de dicho equipo, a excepción de que no se le ve a Rocket Rocket.
- La serie animada de la Liga de la Justicia Ilimitada, es la versión televisiva más parecida a la agrupación de la ONU, ya que en esta serie cuenta con casi la mayoría de los integrantes que pasaron por dicho equipo.